# スケール因子
スケール因子（スケールいんし、英: scale factor）あるいはスケールファクタとは、対象となるもののスケール、すなわち尺度を表す量である。ある対象の大きさを拡大したり縮小したりする操作はスケール変換と呼ばれるが、スケール因子とはあるスケール変換によって変換される対象の大小を表し、基準となるスケールに対する比によって表わされるものである。
スケールという考え方は幾何学的な描像に由来するが、スケール因子は分野を問わず様々な場面で用いられる。例えば経済学におけるコブ＝ダグラス型生産関数は同次関数であり、引数にかかるスケール因子の振る舞いが重要となる。物理学においても、熱力学ポテンシャルが持つ示量性などは重要であり、例えばギブズ・デュエムの式はギブズの自由エネルギーの示量性、つまり一次同次性から得られる。また、物理学の特に基礎理論では、法則の普遍性や系の対称性が重要視され、ある現象を記述する基本的な方程式などが、特別な変換に対して対称性を持つこと、つまり変換の前後で形が変わらないことは、その現象の背景にある仕組みを知る手掛かりとして利用されている。スケール変換に対する普遍性もその中の大きなトピックの一つであり、そこから得られる結果として、ケプラーの法則やブラウン運動する粒子（あるいはより一般に、ランダムウォークする歩行者）の拡散速度に関する結論などが挙げられる。

## 概要
例として 2 つの実数 x, y の間に成り立つ方程式
y = Sx
について考える。上記の方程式を x に対するスケール変換 S によって新たな量 y を与える操作と捉えれば、x の比例係数 S は x のスケール因子である。
スケール因子 S を 1 より大きくすることは、考えているスケールに対してより大きな量を与えるということであり、反対に、スケール因子を 1 より小さくすることは考えているスケールに対してより小さな量を与えることである。例として、距離を 2 倍にすることは、（元の距離に対して）スケール因子を S = 2 にとるということであり、ケーキを半分に切り分けることは、スケール因子を S = 1/2 とすることである。
スケール変換に対して比例関係が保たれるなら、スケール因子はその関係を「大きすぎる」「小さすぎる」「変化が見えにくい」といった形で提示するのに役立つ。測量の分野では、計測機器のスケール因子は、しばしば感度（またはレンジや分解能）のことを指す。
幾何学的に相似である図形での相関する任意の距離の比もスケール因子と呼ぶ。

## 宇宙論におけるスケール因子
宇宙論においては特に、計量テンソルの空間部分にかかるものをスケール因子と呼ぶ。宇宙が膨張し、空間上の基準点の間の距離が時間経過に伴ってより長くなっていくことは、スケール因子が時間と共に増大することとして記述される。このような宇宙の膨張はハッブルの法則として知られる。